# Caradrina abruzzensis
Caradrina abruzzensis is een vlinder uit de familie uilen (Noctuidae). De wetenschappelijke naam is voor het eerst geldig gepubliceerd in 1933 door Draudt.
De soort komt voor in Europa.